# Landelijke Zeilwagenfederatie
De Landelijke Zeilwagenfederatie (LAZEF) was de Belgische sportfederatie voor het zeilwagenrijden.

## Historiek
LAZEF werd in 1978 opgericht als Vlaamse vleugel van de Belgische Federatie der Land Yacht clubs (BFLYC). De sportfederatie groepeerde de verschillende zeilwagenclubs uit De Panne, Sint-Idesbald, Koksijde, Oostduinkerke, Westende, Oostende, Bredene, De Haan en Knokke-Heist.
In 2000 trad de Landelijke Zeilwagenfederatie toe tot de confederatie Wind- en Watersport Vlaanderen (AWWV) en in 2002 werd in de schoot van de LAZEF de kitebuggy-federatie BBA opgericht. Eveneens in 2002 was de sportfederatie een van de stichtende leden van Vlaamse Vereniging voor Watersport Recrea. Op 17 oktober 2020 werd beslist tot ontbinding van LAZEF over te gaan. De activiteiten werden overgenomen door de Royal Sand Yacht Club (RSYC) enerzijds en Wind & Watersport Vlaanderen (WWSV) anderzijds.